# 古宇郡
- 令制国一覧 > 北海道 (令制) > 後志国 > 古宇郡
- 日本 > 北海道 > 後志総合振興局 > 古宇郡

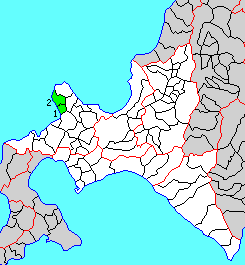
北海道古宇郡の位置（1.泊村 2.神恵内村）

古宇郡（ふるうぐん）は、北海道（後志国）後志総合振興局の郡。
人口2,115人、面積230.06km²、人口密度9.19人/km²。（2025年6月30日、住民基本台帳人口）
以下の2村を含む。
- 泊村（とまりむら）
- 神恵内村（かもえないむら）

## 郡域
1879年（明治12年）に行政区画として発足した当時の郡域は、上記2村より泊村の一部（大字堀株村・茅沼村）を除いた区域にあたる。

## 歴史

### 郡発足までの沿革
文禄3年にはニシン漁が行われていた。慶長8年5月、厳島神社（現在の神恵内村）が創建される。
江戸時代、古宇郡域は和人地となる。松前藩によってフルウ場所が開かれていた。
享保15年に興志内村（現在の泊村大字興志内）の稲荷神社が創建される。この他、古宇場所請負人田付新助（福島屋）の創祀と伝わる泊稲荷神社（現在の泊村）は天和2年の創建ともいわれ江戸時代後期に差し掛かった享和元年にはすでに存在していた。
文化4年には、古宇郡域は天領とされた。文政4年には松前藩の元に戻されたものの、安政2年再び天領となり庄内藩が警固にあたった。
文久2年に智竜寺が、翌3年には梅木悦道師によって瑞龍山法輪寺が建立された。戊辰戦争（箱館戦争）終結直後の1869年、大宝律令の国郡里制を踏襲して古宇郡が置かれた。

### 郡発足以降の沿革

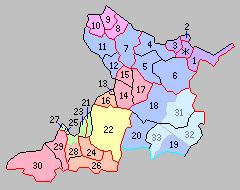
北海道一・二級町村制施行時の古宇郡の町村（11.神恵内村 12.泊村 青：区域が発足時と同じ町村）

- 明治2年8月15日（1869年9月20日） - 北海道で国郡里制が施行され、後志国および古宇郡が設置される。開拓使が管轄。
- 明治5年
  - 4月9日（1872年5月15日） - 全国一律に戸長・副戸長を設置（大区小区制）。
  - 10月10日（1872年11月10日） - 4月に設置された区を大区と改称し、その下に旧来の町村をいくつかまとめて小区を設置（大区小区制）。
- 明治9年（1876年）9月 - 従来開拓使において随意定めた大小区画を廃し、新たに全道を30の大区に分ち、大区の下に166の小区を設けた。

- 第6大区
  - 1小区 ： 珊内村、赤石村、神恵内村
  - 2小区 ： 興志内村、盃村、泊村

- 明治12年（1879年）7月23日 - 郡区町村編制法の北海道での施行により、行政区画としての古宇郡が発足。
- 明治13年（1880年）3月 - 岩内古宇郡役所の管轄となる。
- 明治15年（1882年）2月8日 - 廃使置県により札幌県の管轄となる。
- 明治19年（1886年）1月26日 - 廃県置庁により北海道庁札幌本庁の管轄となる。
- 明治30年（1897年）11月5日 - 郡役所が廃止され、岩内支庁の管轄となる。
- 明治39年（1906年）4月1日 - 北海道二級町村制の施行により、神恵内村、赤石村、珊内村の区域をもって神恵内村（二級村）が発足。（1村）
- 明治42年（1909年）4月1日 - 北海道二級町村制の施行により、泊村、盃村、興志内村および岩内郡堀株村、茅沼村の区域をもって泊村（二級村）が発足。（2村）
- 明治43年（1910年）3月1日 - 岩内支庁が廃止され、後志支庁の管轄となる。
- 大正12年（1923年）
  - 4月1日 - 泊村が北海道一級町村制を施行。
  - 9月1日 - 泊村の一部が岩内郡発足村に編入。
- 昭和18年（1943年）6月1日 - 北海道一・二級町村制が廃止され、北海道で町村制を施行。二級町村は指定町村となる。
- 昭和21年（1946年）10月5日 - 指定町村を廃止。
- 昭和22年（1947年）5月3日 - 地方自治法の施行により北海道後志支庁の管轄となる。
- 平成22年（2010年）4月1日 - 後志支庁が廃止され、後志総合振興局の管轄となる。